# Typhlops zenkeri
Typhlops zenkeri este o specie de șerpi din genul Typhlops, familia Typhlopidae, descrisă de Sternfeld 1908. Conform Catalogue of Life specia Typhlops zenkeri nu are subspecii cunoscute.